# 지방도 제1122호선
지방도 제1122호선(제성로)은 제주특별자치도 제주시 봉개동 봉개교차로와 서귀포시 성산읍 온평리를 잇는 제주특별자치도의 지방도이다. 제주시와 성산포를 연결한다하여 제성로라는 명칭이 부여되었다. 제주시 구좌읍부터 서귀포시 성산읍 일부 구간만 도로가 개설되어 있으며 대부분 구간은 개설되지 않았다.

## 역사
- 2003년 4월 7일 : 제주시 봉개동과 남제주군 성산읍 온평리를 잇는 연장 42.2km의 지방도 제1122호 제성로 노선 신설[3]

## 주요 경유지
제주특별자치도
- 제주시
  - 봉개동 봉개 교차로 - 회천동
  - 조천읍 새가름마을삼거리 - 와흘리 - 제주특별자치도 수자원본부 - 대흘리 교차로 - 대흘초등학교 - 와산리사거리 - 선흘리 - (미개통 구간 : 선흘1리)
  - 구좌읍 (미개통 구간 :  동복리 - 김녕리 - 만장굴 - 월정리 - 행원리 - 한동리 - 평대리 - 세화리 - 상도리 - 종달리) - 두산봉 교차로
- 서귀포시
  - 성산읍 시흥리 - 오조리 - 수산리 - 수산리삼거리 - ('미개통 구간 : 고성리 - 온평리)

## 중복 구간
- 제주시 봉개동 봉개 교차로 ~ 조천읍 선흘리 : 지방도 제1136호선과 중복

## 도로명
- 제주시 봉개동 봉개 교차로 ~ 조천읍 선흘리 : 중산간동로
- 제주시 구좌읍 두산봉 교차로 ~ 서귀포시 성산읍 수산리삼거리 : 제성로